# تامارو کاساندرو
تامارو کاساندرو (ایتالیایی: Tammaro Cassandro؛ زادهٔ ۵ آوریل ۱۹۹۳) تیرانداز اهل ایتالیا است.
وی در مسابقات کشوری و بین‌المللی در مجموع برندهٔ ۶ مدال طلا، ۷ مدال نقره، ۶ مدال برنز شده‌است.